# Joseph Gray
Pour les articles homonymes, voir Gray.
Joseph « Joe » Gray, né le 20 janvier 1984, est un coureur de fond américain spécialisé en course en montagne. Il a remporté deux titres de champion du monde de course en montagne en 2016 et 2019. Il est également champion du monde de raquette à neige 2017.

## Biographie
Joseph grandit à Lakewood où il pratique le basket-ball et le demi-fond. Ses qualités acquises sur le terrain de basket-ball l'orientent ensuite vers le steeple où il excelle en tant que junior. Ses études en criminologie lui font déménager en Oklahoma où il se met au cross-country. Il découvre par la suite la discipline de course en montagne qu'il apprécie tout de suite.
En 2009, il remporte son premier titre national de course en montagne, devenant le premier athlète afro-américain à décrocher ce titre. Il remporte également le premier de ses six titres de champion d'Amérique du Nord, d'Amérique centrale et des Caraïbes.
En 2013, il déménage à Colorado Springs afin de bénéficier d'un meilleur cadre pour ses entraînements en montagne et se fait coacher par Scott Simmons. Sous la tutelle de ce dernier, Joseph s'entraîne non seulement en montagne, mais également sur route, pour améliorer ses temps sur les distance de 5 kilomètres ou du marathon. Il court ainsi le marathon de Boston en 2 h 18 min 45 s et remporte le titre de champion des États-Unis de cross-country.
Lors des championnats du monde de course en montagne 2015 à Betws-y-Coed, il termine cinquième et décide de faire mieux l'année suivante.
Il prend la tête de la course aux championnats du monde de course en montagne 2016 et mène presque jusqu'à la fin. Il se fait cependant dépasser par l'Ougandais Robert Chemonges à moins d'un kilomètre de l'arrivée, ce dernier étant aidé par un coureur junior. Sans preuve à l'appui, ni Joseph, ni l'équipe américaine ne proteste. Cependant d'autres équipes et un officiel le font, aboutissant à la disqualification de Robert Chemonges. Joseph décroche ainsi la couronne mondiale,.
Aux championnats du monde de course en montagne longue distance 2018, il suit l'attaque initiale de son compatriote Andy Wacker mais alors que ce dernier s'effondre à mi-parcours, Joseph tient le rythme et décroche la médaille de bronze.
À la fin de l'année 2018, il doit cependant faire une pause pour guérir d'une douleur à l'aine et d'une inflammation de l'articulation sacro-iliaque.
Le 28 juillet 2019, il remporte pour la quatrième fois la Barr Trail Mountain Race, comptant alors comme première édition des championnats d'Amérique du Nord de skyrunning. Il devient donc le premier champion d'Amérique du Nord de skyrunning. En septembre 2019, il dénonce la discrimination des sportifs afro-américains dans le trail et la course en montagne aux États-Unis. Il évoque notamment le désintérêt de la presse pour les coureurs de fond afro-américains et le manque de soutien offert aux jeunes athlètes. Il cite également le racisme qui existe toujours et dont il a été victime encore récemment lors de sa troisième victoire à Pikes Peak. Le 15 novembre, il profite de l'absence imprévue des athlètes ougandais pour dominer la course des championnats du monde de course en montagne et remporter son second titre mondial.
Le 29 février 2020, il complète son palmarès national en remportant le titre de champion des États-Unis de raquette à neige à Leadville.
En 2021, il est admis au Colorado Running Hall of Fame.

## Palmarès

### Route/Cross
| Année | Compétition                                  | Lieu        | Place | Épreuve       | Performance     |
| ----- | -------------------------------------------- | ----------- | ----- | ------------- | --------------- |
| 2011  | Marathon de Poulsbo                          | Poulsbo     | 1re   | Marathon      | 2 h 34 min 18 s |
| 2012  | Championnats des États-Unis de 50 km         | Huntington  | 1er   | 50 kilomètres | 2 h 56 min 43 s |
| 2012  | Trophée mondial de 50 km                     | Vallecrosia | 4e    | 50 kilomètres | 3 h 9 min 47 s  |
| 2013  | Championnats des États-Unis de 50 km         | Huntington  | 1er   | 50 kilomètres | 2 h 55 min 19 s |
| 2013  | Marathon de Boston                           | Boston      | 17e   | Marathon      | 2 h 18 min 45 s |
| 2013  | Championnats des États-Unis de cross-country | Bend        | 1er   | Cross-country | 31 min 5 s      |
| 2014  | Championnats NACAC de cross-country          | Mount Irvin | 1er   | Cross-country | 24 min 13 s 9   |
| 2017  | Vancouver Sun Run                            | Vancouver   | 1er   | 10 kilomètres | 29 min 38 s     |

### Course en montagne
| no  | masculin           | Course                                                      | Longueur | Départ            | Temps           |
| --- | ------------------ | ----------------------------------------------------------- | -------- | ----------------- | --------------- |
| 2e  | Médaille d'argent  | Course de montagne du Kitzbüheler Horn                      | 12,9 km  | 31 août 2008      | 1 h 2 min 8 s   |
| 3e  | Médaille de bronze | Course du Mont Washington                                   | 12,2 km  | 20 juin 2009      | 1 h 2 min 35 s  |
| 1re | Médaille d'or      | Championnats NACAC de course en montagne                    | 11,0 km  | 28 juin 2009      | 48 min 37 s     |
| 3e  | Médaille de bronze | Course du Mont Washington                                   | 12,2 km  | 19 juin 2010      | 1 h 1 min 31 s  |
| 1re | Médaille d'or      | Championnats NACAC de course en montagne                    | 7,5 km   | 10 juillet 2010   | 31 min 31 s     |
| 3e  | Médaille de bronze | Thyon-Dixence                                               | 16,3 km  | 1er août 2010     | 1 h 14 min 32 s |
| 1re | Médaille d'or      | Course du Cervin                                            | 12,5 km  | 22 août 2010      | 57 min 35 s     |
| 10e | 10e                | Championnats du monde de course en montagne                 | 12 km    | 5 septembre 2010  | 59 min 27 s     |
| 1re | Médaille d'or      | Championnats NACAC de course en montagne                    | 13,8 km  | 17 juillet 2011   | 1 h 16 min 44 s |
| 2e  | Médaille d'argent  | Course du Mont Washington                                   | 12,2 km  | 16 juin 2012      | 1 h 0 min 33 s  |
| 1re | Médaille d'or      | Championnats NACAC de course en montagne                    | 11,0 km  | 21 juillet 2012   | 59 min 24 s     |
| 3e  | Médaille de bronze | Thyon-Dixence                                               | 16,3 km  | 5 août 2012       | 1 h 14 min 45 s |
| 6e  | 6e                 | Sierre-Zinal                                                | 31 km    | 12 août 2012      | 2 h 42 min 8 s  |
| 2e  | Médaille d'argent  | Course du Mont Washington                                   | 12,2 km  | 15 juin 2013      | 1 h 2 min 46 s  |
| 1re | Médaille d'or      | Championnats NACAC de course en montagne                    | 12 km    | 21 juillet 2013   | 56 min 23 s     |
| 2e  | Médaille d'argent  | Thyon-Dixence                                               | 16,3 km  | 4 août 2013       | 1 h 11 min 8 s  |
| 1re | Médaille d'or      | Glacier 3000 Run                                            | 26 km    | 10 août 2013      | 2 h 20 min 51 s |
| 1re | Médaille d'or      | Course de montagne du Kitzbüheler Horn                      | 12,9 km  | 25 août 2013      | 59 min 45 s     |
| 7e  | 7e                 | Championnats du monde de course en montagne                 | 13,5 km  | 8 septembre 2013  | 56 min 25 s     |
| 1re | Médaille d'or      | Course du Mont Washington                                   | 12,2 km  | 21 juin 2014      | 59 min 9 s      |
| 1re | Médaille d'or      | Championnats des États-Unis de course en montagne           | 11,2 km  | 6 juillet 2014    | 45 min 52 s     |
| 1re | Médaille d'or      | Barr Trail Mountain Race                                    | 20,2 km  | 13 juillet 2014   | 1 h 29 min 43 s |
| 2e  | Médaille d'argent  | Sierre-Zinal                                                | 31 km    | 10 août 2014      | 2 h 32 min 58 s |
| 5e  | 5e                 | Challenge mondial de course en montagne longue distance     | 21,4 km  | 16 août 2014      | 2 h 13 min 2 s  |
| 1re | Médaille d'or      | Course du Mont Washington                                   | 12,2 km  | 20 juin 2015      | 58 min 15 s     |
| 4e  | 4e                 | Sierre-Zinal                                                | 31 km    | 9 août 2015       | 2 h 34 min 35 s |
| 1re | Médaille d'or      | Skåla Opp                                                   | 8,2 km   | 15 août 2015      | 1 h 8 min 58 s  |
| 5e  | 5e                 | Championnats du monde de course en montagne                 | 13 km    | 19 septembre 2015 | 51 min 16 s     |
| 1re | Médaille d'or      | Course du Mont Washington                                   | 12,2 km  | 18 juin 2016      | 58 min 17 s     |
| 1re | Médaille d'or      | Championnats des États-Unis de course en montagne           | 10,6 km  | 3 juillet 2016    | 49 min 12 s     |
| 1re | Médaille d'or      | Barr Trail Mountain Race                                    | 20,2 km  | 17 juillet 2016   | 1 h 30 min 5 s  |
| 1re | Médaille d'or      | Ascension de Pikes Peak                                     | 21,4 km  | 20 août 2016      | 2 h 5 min 28 s  |
| 1re | Médaille d'or      | Championnats du monde de course en montagne                 | 12,5 km  | 11 septembre 2016 | 1 h 2 min 12 s  |
| 1re | Médaille d'or      | Course du Mont Washington                                   | 12,2 km  | 17 juin 2017      | 58 min 55 s     |
| 1re | Médaille d'or      | Barr Trail Mountain Race                                    | 20,2 km  | 16 juillet 2017   | 1 h 28 min 34 s |
| 4e  | 4e                 | Championnats du monde de course en montagne                 | 13 km    | 30 juillet 2017   | 55 min 35 s     |
| 1re | Médaille d'or      | Ascension de Pikes Peak                                     | 21,4 km  | 19 août 2017      | 2 h 8 min 20 s  |
| 3e  | Médaille de bronze | Championnats du monde de course en montagne longue distance | 36 km    | 24 juin 2018      | 2 h 41 min 2 s  |
| 1re | Médaille d'or      | Championnats NACAC de course en montagne                    | 10,6 km  | 8 juillet 2018    | 50 min 28 s     |
| 4e  | 4e                 | Championnats du monde de course en montagne                 | 11,9 km  | 16 septembre 2018 | 57 min 8 s      |
| 1re | Médaille d'or      | Championnats d'Amérique du Nord de skyrunning               | 20,2 km  | 28 juillet 2019   | 1 h 31 min 2 s  |
| 1re | Médaille d'or      | Ascension de Pikes Peak                                     | 21,4 km  | 24 août 2019      | 2 h 8 min 59 s  |
| 2e  | Médaille d'argent  | Drei Zinnen Alpine Run                                      | 17,5 km  | 14 septembre 2019 | 1 h 23 min 3 s  |
| 1re | Médaille d'or      | Championnats des États-Unis de course en montagne           | 11,2 km  | 29 septembre 2019 | 52 min 51 s     |
| 1re | Médaille d'or      | Championnats du monde de course en montagne                 | 14,7 km  | 15 novembre 2019  | 1 h 5 min 13 s  |
| 1re | Médaille d'or      | Course du Mont Washington                                   | 12,23 km | 20 juin 2021      | 1 h 1 min 40 s  |
| 2e  | Médaille d'argent  | Thyon-Dixence                                               | 16,35 km | 31 juillet 2021   | 1 h 10 min 28 s |
| 1re | Médaille d'or      | Championnats des États-Unis de course en montagne           | 9,6 km   | 15 août 2021      | 39 min 36 s     |
| 1re | Médaille d'or      | Ascension de Pikes Peak                                     | 21,4 km  | 21 août 2021      | 2 h 12 min 38 s |
| 1re | Médaille d'or      | Championnats des États-Unis de trail semi-marathon          | 21,1 km  | 26 septembre 2021 | 1 h 14 min 49 s |
| 1re | Médaille d'or      | Broken Arrow Skyrace 26K                                    | 23 km    | 3 octobre 2021    | 1 h 52 min 44 s |
| 1re | Médaille d'or      | Course du Mont Washington                                   | 6,1 km   | 18 juin 2022      | 27 min 44 s     |
| 1re | Médaille d'or      | Championnats des États-Unis de course en montagne - Montée  | 9,8 km   | 10 juillet 2022   | 47 min 19 s     |
| 1re | Médaille d'or      | Mémorial Partigiani Stellina                                | 14,4 km  | 28 août 2022      | 1 h 20 min 36 s |
| 3e  | Médaille de bronze | Ascension de Pikes Peak                                     | 21,4 km  | 17 septembre 2022 | 2 h 9 min 13 s  |
| 6e  | 6e                 | Championnats du monde de course en montagne - Montée        | 8,5 km   | 4 novembre 2022   | 49 min 34 s     |
| 2e  | Médaille d'or      | Championnats des États-Unis de course en montagne - Montée  | 6,4 km   | 29 avril 2023     | 29 min 23 s     |
| 5e  | 5e                 | Championnats du monde de course en montagne - Montée        | 7,1 km   | 7 juin 2023       | 42 min 32 s     |
| 1re | Médaille d'or      | Course du Mont Washington                                   | 12,23 km | 17 juin 2023      | 1 h 0 min 24 s  |
| 1re | Médaille d'or      | Barr Trail Mountain Race                                    | 20,2 km  | 16 juillet 2023   | 1 h 33 min 20 s |
| 1re | Médaille d'or      | Course du Mont Washington                                   | 12,23 km | 15 juin 2024      | 1 h 2 min 21 s  |
| 1re | Médaille d'or      | Championnats des États-Unis de course en montagne - Montée  | 9,6 km   | 7 juillet 2024    | 49 min 27 s     |
| 1re | Médaille d'or      | Barr Trail Mountain Race                                    | 20,2 km  | 21 juillet 2024   | 1 h 33 min 10 s |
| 1re | Médaille d'or      | Ascension de Pikes Peak                                     | 21,4 km  | 21 septembre 2024 | 2 h 11 min 13 s |
| 2e  | Médaille d'argent  | Course du Mont Washington                                   | 6,1 km   | 14 juin 2025      | 27 min 16 s     |
| 2e  | Médaille d'argent  | Broken Arrow Ascent                                         | 3,46 km  | 20 juin 2025      | 24 min 12 s     |

## Palmarès en raquette à neige
| no  | masculin          | Course                                              | Longueur | Départ          | Temps           |
| --- | ----------------- | --------------------------------------------------- | -------- | --------------- | --------------- |
| 1re | Médaille d'or     | White River Snowshoe                                | 8 km     | 24 janvier 2010 | 40 min 54 s     |
| 2e  | Médaille d'argent | Championnats du monde de raquette à neige           | 15 km    | 13 février 2011 | 1 h 35 min 49 s |
| 1re | Médaille d'or     | Championnats du monde de raquette à neige           | 8 km     | 25 février 2017 | 28 min 22 s     |
| 1re | Médaille d'or     | Championnats d'Amérique du Nord de raquette à neige | 10 km    | 14 janvier 2018 | 47 min 39 s     |
| 2e  | Médaille d'argent | Championnats du monde de raquette à neige           | 10 km    | 3 mars 2018     | 48 min 24 s     |
| 2e  | Médaille d'argent | Championnats du monde de raquette à neige           | 7 km     | 3 janvier 2019  | 29 min 30 s     |
| 1re | Médaille d'or     | Championnats des États-Unis de raquette à neige     | 10 km    | 29 février 2020 | 41 min 18 s     |
| 1re | Médaille d'or     | Championnats des États-Unis de raquette à neige     | 10 km    | 4 février 2023  | 40 min 59 s     |

## Records
| Épreuve       | Performance     | Date            | Lieu             |
| ------------- | --------------- | --------------- | ---------------- |
| 10 000 mètres | 28 min 17 s 73  | 31 mars 2017    | Palo Alto        |
| 10 kilomètres | 29 min 34 s     | 27 mars 2010    | Mobile           |
| 10 miles      | 48 min 4 s      | 6 avril 2014    | Washington, D.C. |
| Semi-marathon | 1 h 3 min 42 s  | 19 janvier 2014 | Houston          |
| 25 kilomètres | 1 h 18 min 11 s | 13 mai 2017     | Grand Rapids     |
| Marathon      | 2 h 31 min 20 s | 13 février 2016 | Los Angeles      |
| 50 kilomètres | 2 h 55 min 20 s | 3 mars 2013     | Huntington       |